# West Memphis
West Memphis – miasto w Stanach Zjednoczonych, w stanie Arkansas, w hrabstwie Crittenden.